# Републикански път III-863
Републикански път IIІ-863 е третокласен път, част от Републиканската пътна мрежа на България, преминаващ изцяло по територията на Смолянска област. Дължината му е 32,5 km.
Пътят се отклонява наляво при 97,1 km на Републикански път II-86 в центъра на село Соколовци и се насочва на изток. След като премине през село Момчиловци пътят започва спускане по долината на река Малка Арда, като последователно преминава през селата Виево, Славейно, Петково, Малка Арда и Оряховец и достига до центъра на село Баните.
По протежението на Републикански път IIІ-863 от него се отделят два третокласни пътя от Републиканската пътна мрежа с четирицифрени номера:
- при 6 km, северно от село Момчиловци — наляво Републикански път III-8631 (6 km) до 35,7 km на Републикански път III-861;
- при 32,5 km, в центъра на село Баните — надясно Републикански път III-8632 (14,6 km) през селата Дрянка и Стояново до 22.4 km на Републикански път III-865.

| Пътища, отклоняващи се надясно (населено място, № на пътя, посока на пътя) | km   | Пътища, отклоняващи се наляво (посока на пътя, № на пътя, населено място) |
| -------------------------------------------------------------------------- | ---- | ------------------------------------------------------------------------- |
| Община Смолян, II-86, 97,1 km, с. Соколовци ←                              | 0,0  | ← с. Соколовци, 97,1 km, II-86, Община Смолян                             |
| с. Момчиловци                                                              | 2,6  | с. Момчиловци                                                             |
|                                                                            | 6,0  | → 0 km, IIІ-8631 (до 35,7 km на III-861)                                  |
|                                                                            | 6,3  | → общински път (за с. Кутела)                                             |
| с. Виево                                                                   | 14,2 | с. Виево                                                                  |
| с. Славейно                                                                | 18,2 | → с. Славейно, общински път (за с. Кутела)                                |
| с. Петково                                                                 | 21,8 | с. Петково                                                                |
| Община Баните                                                              | 23,2 | Община Баните                                                             |
| с. Малка Арда                                                              | 25   | с. Малка Арда                                                             |
| (за с. Белев дол) общински път ←                                           | 25,8 |                                                                           |
| (за с. Купен) общински път, с. Оряховец ←                                  | 30,4 | ← с. Оряховец, 59,4 km, III-8611 (от 13,6 km на III-861)                  |
| (до 17,9 km на III-865) III-8632, 0 km, с. Баните ←                        | 32,5 | с. Баните                                                                 |